# Тешка комбинована имунодефицијенција
Тешка комбинована имунодефицијенција (акроним SCID од енгл. речи severe combined immunodeficiency) обухвата групу ретких, понекад фаталних, урођених поремећаја са поремећајем диференцијације и функције Т лимфоцита. За ово моногенско обољење карактеристичан је мали или никакав имуни одговор. Болест настаје услед мутација више различитих гена чији протеински продукти имају значајну функцију у сазревању Т лимфоцита у тимусу и понекад Б лимфоцита у коштаној сржи. Без функционалног имунолошког система, пацијенти са тешком комбинованом имунодефицијенцијом подложни су понављајућим инфекцијама као што су упала плућа, менингитис и оспа, а могу умрети и пре прве године живота. Такви болесници морају боравити у заштићеном окружењу, а коначно решење је трансплантација матичних ћелија и пресађивање коштане сржи у чак 80% оболелих може спасити живот.

## Епидемиологија
Учесталост тешке комбиноване имунодефицијенције процењује се на 1:50.000-100.000 живорођене деце.
Недавна истраживања показују да једно од 2.500 деце из састав Навахо (Навајо) (једног од највећих индијанских народа северно од Мексика), наслеђује тешку комбиновану имунодефицијенцију. Ово стање је значајан узрок болести и смрти деце Навахо атабаскански народа. Истраживања која су у току откривају сличан генетски образац и међу сродним народима као што су Апачи.
Због висока цена тренутно доступног тестирања забрањен је масован превентивни преглед новорођенчади на популацијској основи у циљу правовременог откривања тешке комбиноване имунодефицијенције. Да би скрининг за ову болест за сву новорођенчад био приступачан, потребно је развити аутоматизовану методу скрининга која би сваки дан могла обрадити стотине узорака уз минималне трошкове, и могућност да резултати буду брзо доступни лекарима ради праћења пацијената.

## Патогенеза
Тешка комбинована имунодефицијенција настаје као последица мутације барем 10 различитих гена који стварају 4 фенотипа. У свим облицима болести, болесник:
- нема Т–ћелија
- нема или је број Б и НК ћелија низак или висок или нормалан, што зависи од облика тешке комбиноване имунодефицијенције.[а]

Најчешћи облик болести је X–везани облик, са ланацем рецептора ИЛ–2 (компонента од барем шест рецептора цитокина) који узрокују тешку форму болести.
Други облици болести се наслеђују аутозомно рецесивно, као што су они облици болести који произлазе из недостатка аденозин–деаминазе (АДА) који доводи до апоптозе прекурсора Б, Т и НК ћелија.
Један од најчешћи облик тешкт комбиновант имунодефиције произлази из недостатка α–ланца рецептора ИЛ–7.
До шестог месеца живота, код већине одочади с тешком комбинованом имунодефицијенцијом развија се кандидијаза, пнеумонија и пролив који доводе до заостајања у расту. Неки болесници развију болест транспланта против домаћина због мајчиних лимфоцита или трансфузија крви.
Код неки новорођенчади болест се први пут манифестује у периоду од 6 до 12 месеци. Може се развити ексфолијативни дерматитис као део Оменовог синдрома. Док недостатак аденозин–деаминазе (АДА) може узроковати аномалије костију.

## Клиничка слика
Новорођенчад са тешком комбинованом имунодефицијенцијом, након рођења, углавном изгледају здрава јер су током неколико недеља од рођења, заштићена антителима које производи мајка и која су потом пренета у бебину крв. Поред тога, у утруби мајке новорођенчад нису била изложена инфекцијама.
Након овог период мировања болести, након неколико недеља, односнио у првим месецима живота развија се клиничка слика болести коју одликују:
- инфекције (перзистентна орална кандидијаза, Pneumocystis jiroveci пнеумонија или дисеминована BCG инфекција),[15]
- хронична дијареја,
- ненапредовање у телесној маси праћено хипотрофијом.

Код већине одојчади се развију опортунистичке инфекције унутар прва 3 месеца живота.Наиме као последица негативне енергетске равнотеже услед недовољног калоријског уноса и хиперкатаболизма насталог због хроничних инфекција гастроинтестиналног тракта ротавирусом, аденовирусима или ентеровирусима, развија се тежак, перзистентни бронхиолитис или пнеумонија.

## Дијагноза
Дијагноза се поставља:
- доказивање лимфопеније,
- утврђивањем непостојања или присуства врло малог броја Т–ћелија,
- доказивањем оштећења пролиферацијског одговор лимфоцита на митогене.[17]

## Терапија
Сви облици тешке комбиноване имунодефицијенције су смртоносни за одојчад ако се брзо на постави дијагноза и одмах започне лечење.
Терапија имуноглобулином и антибиотицима
Иако лечење имуноглобулинима (ИВИГ) и антибиотицима укључујући и профилаксу против Pneumocystis jiroveci  може бити корисно, оно не доводи до коначног изечења.
Трансплантација матичних ћелија коштане сржи
Ове трансплантације спашавају живот, али често само делимично враћају имунитет. Истраживање које је подржао НИАИД показало је да је рана трансплантацијом пресудна за постизање најбољих резултата код новорођенчадади са тешком комбинованом имунодефицијенције. Истраживаћи су анализирали податке добијене од 240 новорођенчади са тешком комбинованом имунодефицијенцијом и открили да су они код којих је трансплантација урађена пре старости од 3,5 године највероватније преживети, без обзира на врсту донора матичних ћелија.
Након трансплантације од 90 — 100% одојчади са тешком комбинованом имунодефицијенцијом или његовим варијантама, имунитет се поновно успоставља трансплантацијом матичних ћелија коштане сржи од ХЛА–идентичног брата или сестре (култура мешаних подударних леукоцита). Када ХЛА–идентични брат или сестра нису доступни, може се користити родитељска хаплоидентична коштана срж из које се морају претходно уклонити све Т–ћелије.
Предтрансплантациона хемотерапија је непотребна јер болесници немају Т– ћелије, па према томе и не могу одбацити трансплант.
Терапија аденозин деаминазом
Болесници са дефицитом аденозин деаминазе (АДА), који нису примили трансплантат коштане сржи могу се лечити ињекцијама говеђе аденозин деаминазе, претходно измењене полиетилен гликолом, једанпут или двапут недељно. Ова терапија се не препоручује болесницима који су примили трансплантат коштане сржи, јер истовремени третман ињекцијама АДА може умањити успех генске терапије (јер трансдуковане ћелије неће имати селективну предност у пролиферацији ако нетрансдуковане ћелије могу да преживе у присуству убризгане АДА).
Генска терапија
Генска терапија се показала као успешном, али како може узроковати леукемију Т–ћелија, тренутно је недовољно у употреби.Наиме иако су неке студије показале да генска терапија може бити ефикасан облик лечења неких типова тешке комбиноване имунодефицијенције, укључујући Х-везан облик тешке комбиноване имунодефицијенције, она није нашла масовнију примену.
Код генске терапије у матичне ћелије које се добијају из коштане сржи пацијента, нормалан ген се убацује у њих уз помоћу носача познатог као вектор, а потом се „исправљене” ћелије враћају пацијенту.
Рана истраживања у лечењу Х-везаног облик тешке комбиноване имунодефицијенције генском терапијом успешно су обновили дечију Т-ћелију, али након ње је отприлике једна четвртина деце развила леукемију након две до пет година од почетка лечења. Научници сумњају да су вектори коришћени у овим студијама активирали гене који контролишу раст ћелија, и тиме допринели појави леукемије. Новије стратегије генске терапије користе модификоване векторе који „изгледају” ефикасно и сигурно, и многи се надају мање штетно.

## Прогноза
Ако се тешке комбинована имунодефицијенција дијагностикује до трећег месеца живота, преживљење након трансплантације коштане сржи у оба случаја је 95%.